# ترين أوسترغارد
ترين أوسترغارد (بالدنماركية: Trine Østergaard Jensen)‏ مواليد 17 أكتوبر 1991، هي لاعبة كرة يد دانمركية تلعب كجناح أيمن. مثلت منتخب الدنمارك لكرة اليد للسيدات. حققت المركز الثالث في بطولة العالم لكرة اليد للسيدات 2013.

## سجل المنافسة
شاركت في البطولات التالية:
- بطولة العالم لكرة اليد للسيدات 2013
- بطولة العالم لكرة اليد للسيدات 2015
- بطولة أوروبا لكرة اليد للسيدات 2014
- بطولة أوروبا لكرة اليد للسيدات 2016

## الميداليات
| الميدالية | المسابقة                            |
| --------- | ----------------------------------- |
| برونزية   | بطولة العالم لكرة اليد للسيدات 2013 |

## روابط خارجية
- ترين أوسترغارد على موقع الاتحاد الأوروبي لكرة اليد (الإنجليزية)